# The Picture of Dorian Gray
The Picture of Dorian Gray és un drama fantàstic estatunidenc escrit i dirigit per Albert Lewin, estrenat el 1945. És una adaptació de la novel·la El retrat de Dorian Gray d'Oscar Wilde.

## Argument[1]
Londres, 1886. Lord Henry Wotton ret visita al seu amic el pintor Basil Hallward i descobreix el retrat d'un jove molt bell, també present: Dorian Gray. Davant una figureta de gat egipci, aquest últim desitja que el quadre envelleixi al seu lloc i que conservi ell mateix una joventut eterna.

## Repartiment

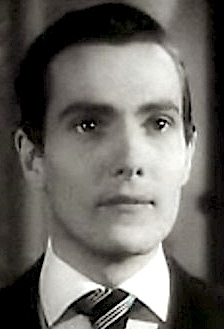
Hurd Hatfield

Diversos actors van ser considerats per encarnar Dorian Gray. Robert Taylor, Gregory Peck, Montgomery Clift i fins i tot Greta Garbo que desitjava tornar interpretant el paper. Però era inconcebible per qüestions de censura que una dona pogués interpretar un paper de travesti. Finalment, va ser un jove actor, Hurd Hatfield, que mai no havia rodat en una pel·lícula i que venia del teatre qui va ser escollit, mentre pensava no correspondre al personatge.

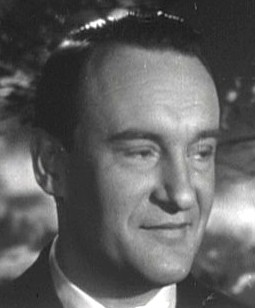
George Sanders

El paper de Lord Henry Wotton va ser confiat a George Sanders. Aquest últim ja havia interpretat a Albert Lewin a la seva primera pel·lícula The Moon and Sixpence (1942) i la següent  The Private Affairs of Bel Ami (1947). És el cap de cartell del film, el paper corresponent al personatge principal de la novel·la.
Angela Lansbury encarna Sibyl Vane. És la seva segona pel·lícula i el realitzador no considerava que pogués encarnar el personatge. Va fer tanmateix algunes adaptacions en el guió per a l'actriu.
El personatge de Gladys Hallward encarnat per Donna Reed i el de David Stone interpretat per Peter Lawford es van inventar per a les necessitats de la pel·lícula i no existeixen a la novel·la original.
Segons Patrick Brion, la tria de confiar el paper de l'encarregat del Blue Gate Field  a John George, que havia encarnat l'amic de Lon Chaney a The Unknown, pot ser vist com un homenatge a Tod Browning
- George Sanders: Lord Henry Wotton
- Hurd Hatfield: Dorian Gray
- Angela Lansbury: Sybil Vane
- Donna Reed: Gladys Hallward
- Peter Lawford: David Stone
- Lowell Gilmore: Basil Hallward
- Douglas Walton: Alan Campbell
- Richard Fraser: James Vane
- Mary Forbes: Lady Agatha
- Miles Mander: Sir Robert Bentley
- Lillian Bond: Kate
- Robert Greig: Sir Thomas
- Jimmy Aubrey: El conductor
- Pedro de Cordoba: El pianista del Blue Gates Fields
- Jimmy Conlin: Un pianista
- Lumsden Hare: Thornton
- Stuart Holmes: Hunter
- Arthur Shields: El moosèn
- Frederick Worlock: Francis
- Moyna MacGill: La duquessa

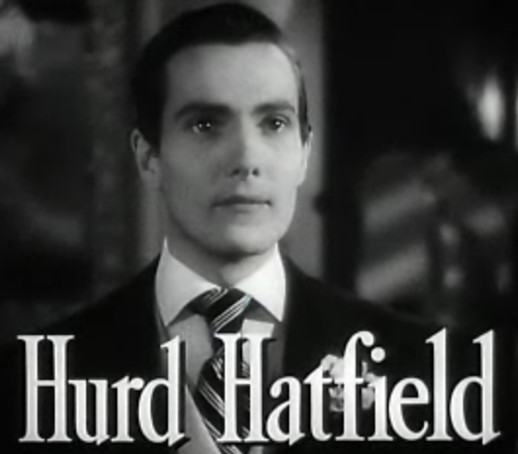
Hurd Hatfield
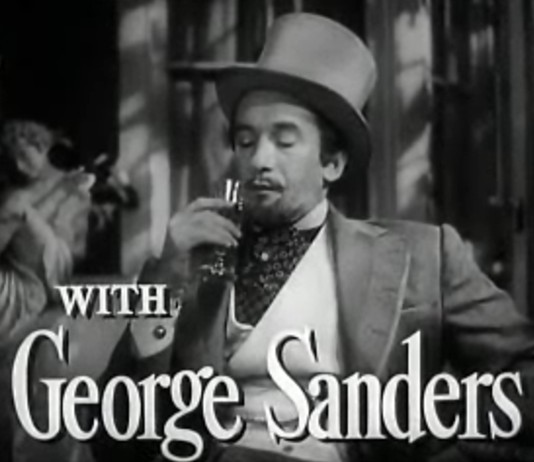
George Sanders
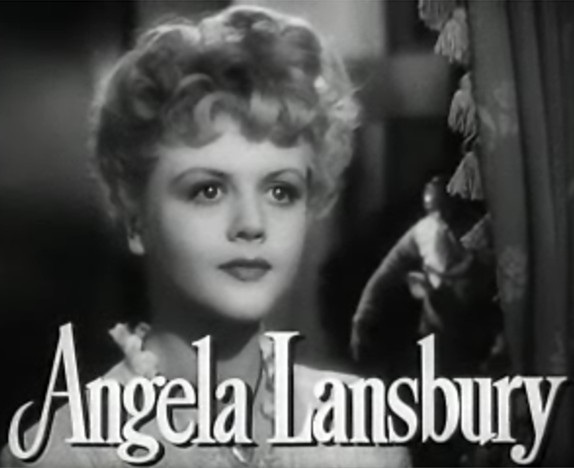
Angela Lansbury
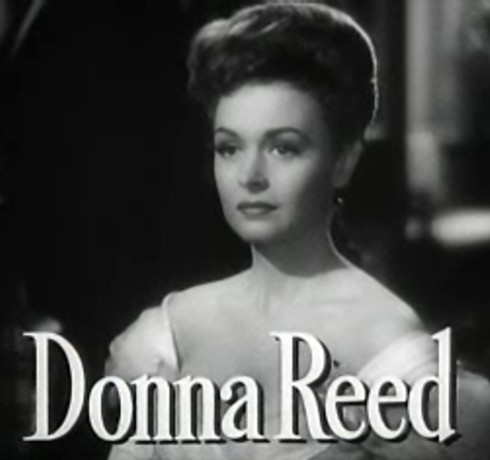
Donna Reed
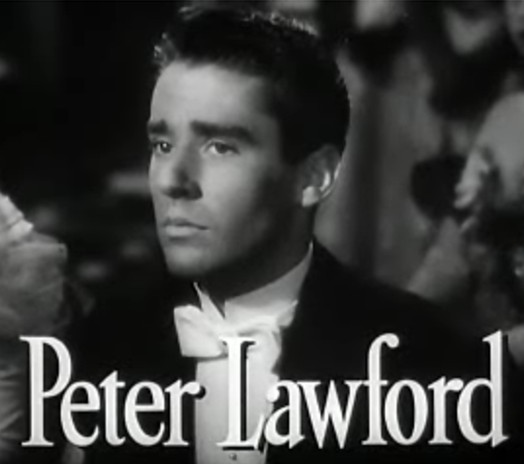
Peter Lawford
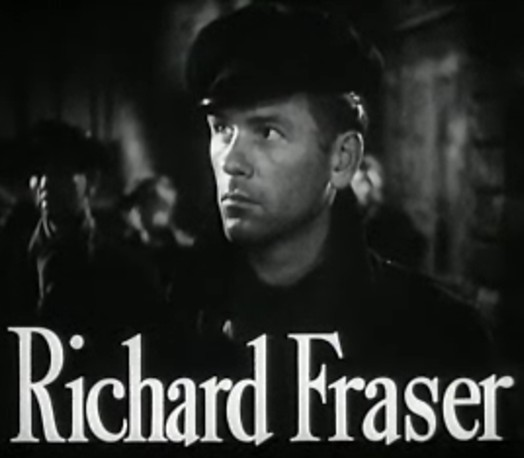
Richard Fraser
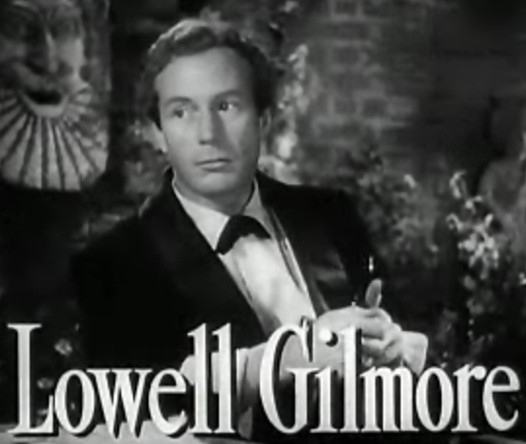
Lowell Gilmore

## Producció

### Pre-producció
Abans de la versió d'Albert Lewin, la novel·la d'Oscar Wilde ja havia estat adaptat set vegades en el cinema. La primera versió El Retrat misteriós va ser dirigida per Georges Méliès el 1899. El més sorprenent és sens dubte la versió de Vsévolod Meierhold i Mikhail Doronin estrenada el 1915, on el paper masculí de Dorian Gray és interpretat per l'actriu Varvara Yanova.
El guió d'Albert Lewin és l'únic que respecta els diàlegs de la novel·la original. La pel·lícula s'obre i es clou per la mateixa citació del Rubaiyat d'Omar Khayyam que reprendrà d'altra banda per a la seva següent pel·lícula Pandora el 1951:
I sent my soul through the invisible  (He enviat la meva anima a través de l'invisible)
Some letter of that after-life to spell 
And by and by my soul returned to me
And answered I myself am Heaven and Hell (i va contestar que jo mateix sóc el cel i l'infern)
Pandro S. Berman va ser encarregat de la producció de la pel·lícula per la Metro-Goldwyn-Mayer el pressupost de la qual va ser d'1.129.969 de dòlars, però es va superar amb aproximadament 700. 000 dòlars. El productor Louis B. Mayer va fer tanmateix confiança al realitzador i li va permetre acabar el rodatge malgrat els increments.

### Rodatge
El rodatge de la pel·lícula va durar quatre mesos, de març a juny de 1944, als estudis de la Metro-Goldwyn-Mayer. Albert Lewin va ser ajudat per Gordon Wiles. La tria del blanc i negre pel realitzador simbolitza el bé i el mal, només les pintures són filmades en color. Per accentuar el caràcter misteriós de la fesomia de Dorian Gray, l'escenògraf s'ha imposat no filmar l'actor Hurd Hatfield després de les quatre de la tarda, i de filmar-lo en pla general quan l'actor presentava signes de fatiga.
En una de les escenes de la pel·lícula, era previst d'incorporar un número de Pendet interpretat per la companyia de ballarins de Devi Dja. Aquesta escena va ser tallada al muntatge.

### Música
La música és utilitzada a la pel·lícula: Sonata al clar de lluna  de Ludwig van Beethoven,  Preludi per a piano No 24  de Frederic Chopin, el piano del qual és interpretat per Lella Simone. Pel que fa a la cançó,  Goodbye Little Yellow Bird  de Clarence Wainwright Murphy, William Heargreaves i Dan O'Brien.

### Accessoris

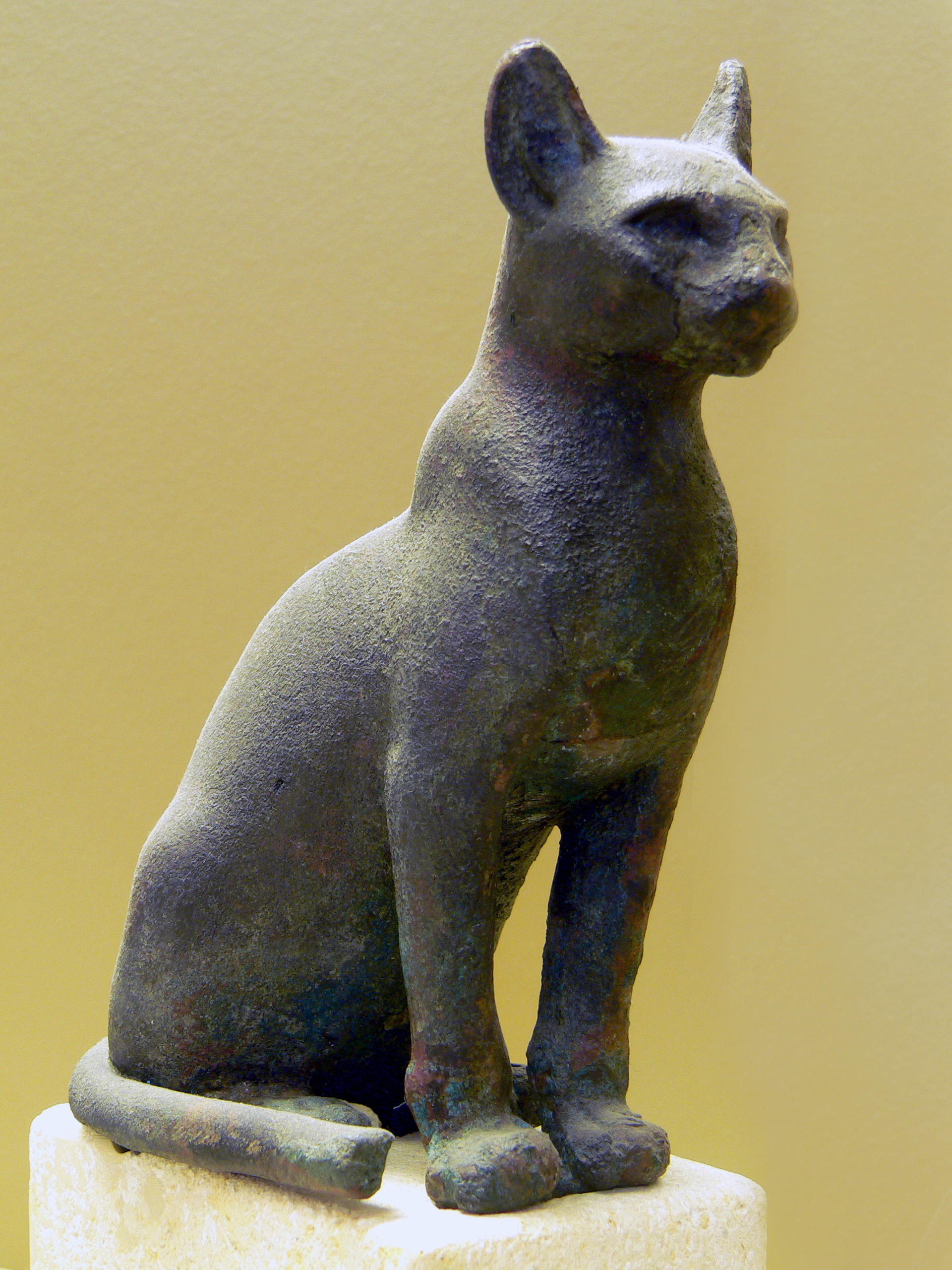
Exemple de figureta de gat egipci

Per la seva naturalesa simbòlica, els objectes tenen un paper important a la pel·lícula. El gat a Egipte antic al principi del sortilegi és copiat d'una figureta egípcia exposada al Museu d'Art de Saint Louis. A l'habitació on és amagat el quadre es troben cubs disposats d'una certa manera que les lletres que hi figuren donen les inicials de les víctimes de Dorian Gray.
Per a la pintura dels retrats de Dorian Gray, Albert Lewin escull confiar la realització del retrat no corromput a Malvin Marr Albright i el que està en descomposició al seu germà Ivan Albright. El retrat de Malvin Marr no es va guardar i va ser reemplaçat per una altra versió pintada per Henrique Medina. El D'Ivan Albright és exposat a l'Art Institute of Chicago. En un documental de 1944 titulat Grandpa Called it Art  de la sèrie Passing Exhibició  de John Nesbitt, es veuen els germans Albright pintant el quadre.

## Premis i nominacions

### Premis
- 1946: Oscar a la millor fotografia per Harry Stradling
- 1946: Globus d'Or a la millor actriu secundària per Angela Lansbury

### Nominacions
- 1946: Oscar a la millor actriu per Angela Lansbury
- 1946: Oscar a la millor direcció artística per Cedric Gibbons, Hans Peters, Edwin B. Willis, John Bonar i Hugh Hunt